# Frankenberger Viertel
Das Frankenberger Viertel oder einfach Frankenberger war ein Ortsteil der Stadt Burtscheid und kam 1897 durch die Eingemeindung von Burtscheid zu Aachen. Das Viertel liegt nördlich der Bahnstrecke Aachen–Köln zwischen dem eigentlichen Ortskern Burtscheids und Forst in Aachen, Nordrhein-Westfalen. Es ist bekannt für die Burg Frankenberg (oder Frankenburg oder Frankenberger Burg).

## Geschichte

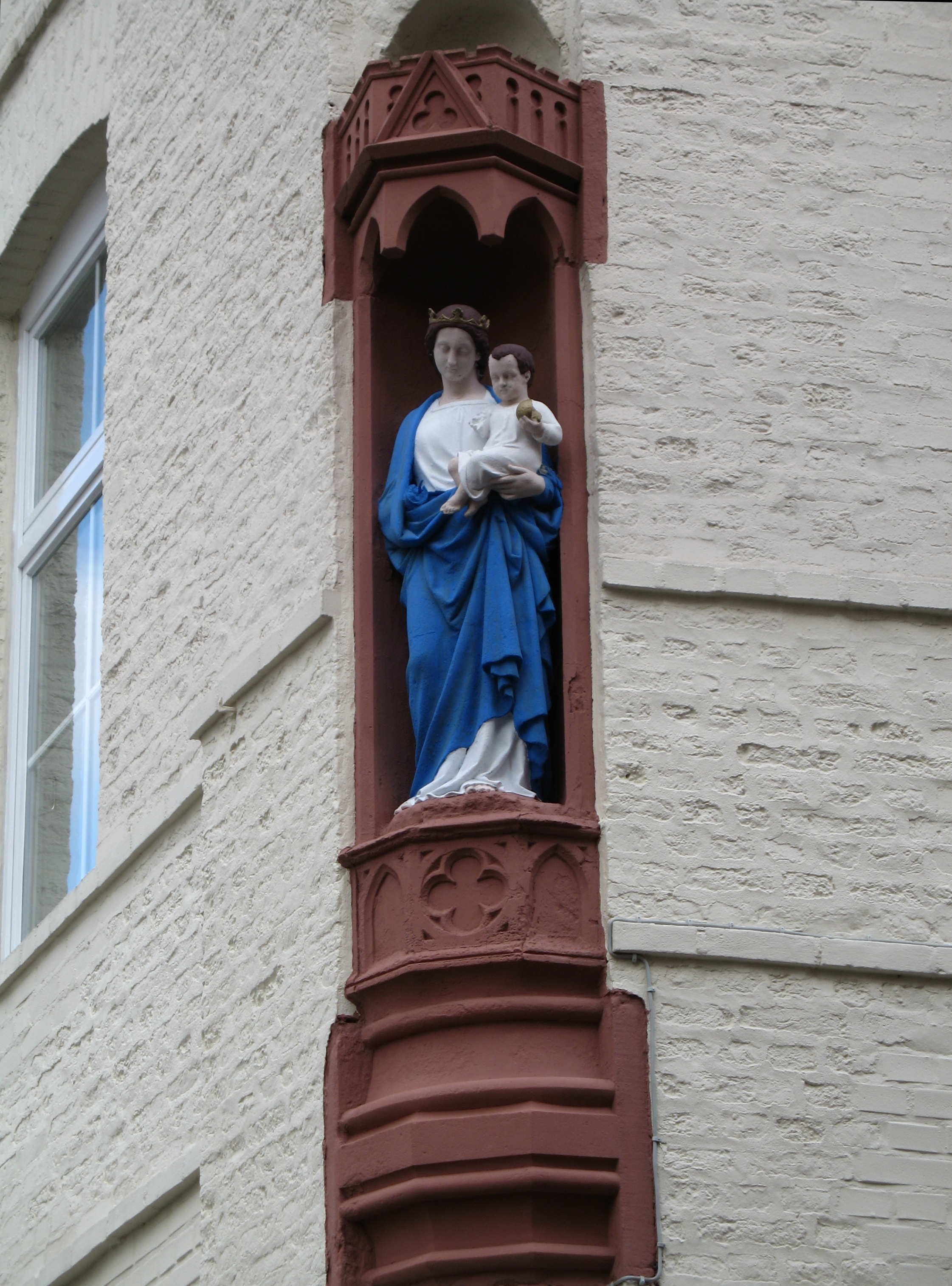
Marienstatue Ecke Bismarckstraße/Warmweiherstraße

Das Frankenberger Viertel wurde etwa zwischen 1870 und 1920 u. a. auf dem Gelände der Aktiengesellschaft Frankenberg kontinuierlich erbaut. Während der Gründerzeit wurden nach dem Neoklassizismus historistische Fassaden erstellt (Neorenaissance, Neobarock, Neogotik und Mischformen), danach Fassaden in nicht-historistischen Phantasiestilen, Jugendstil und am Ende der Zeit wieder strenge Formen. Allein im Bereich des Gebiets der Aktiengesellschaft Frankenberg sind mehr als 250 Baudenkmäler ausgewiesen. Das Gebiet befindet sich nördlich und östlich der schon vorher bestehenden Burg und ihres Parks. Wichtige Kennzeichen sind zwei große Hauptstraßenachsen (Kaiserallee, heute Oppenhoffallee; sowie Viktoriaallee), ein Marktplatz (Neumarkt) und die katholische Herz-Jesu-Kirche. Der Beverbach geht in der Oberen Drimbornstraße unter die Erde und fließt nun verrohrt durch das Frankenberger Viertel.
Das Steffensviertel, benannt nach dem Bauunternehmer Johann Joseph Steffens (1826–1910), der das Viertel miterbaut hat, und das Viktoriaviertel, benannt nach der Prinzessin Viktoria Luise von Preußen sind älter und gehören nicht zum Gebiet der Aktiengesellschaft Frankenberg. Da sie nördlich von Lothringerstraße und Oppenhoffallee an das Gebiet anschließen, werden sie jedoch häufig mit ihm in Verbindung gebracht, gerne vor allem von Immobilien- und Wohnungsmaklern. Das Viktoriaviertel ist vor allem durch seine ehemaligen großen Fabrikanlagen mit insgesamt weit über 1.500 Mitarbeitern geprägt, die sich ab Mitte des 19. Jahrhunderts am Ufer des Beverbach niedergelassen haben. Dazu zählen vor allem die Tuchfabrik Pastor/Neuwerk, die Tuchfabrik Aachen vormals Süskind und Sternau AG, die Tuchfabrik J. Cüpper & Sohn und die Aktienspinnerei Aachen. Nach der ersten Stadterweiterung außerhalb der äußeren Mauerrings, dem Rehmviertel, das noch größere öffentliche Plätze aufweist, zeugen Städtebau und Straßenprofile, vor allem aber mangelnde öffentliche Grünflächen und nicht zuletzt die stark gefüllten Blockinnenräume von Steffens- und Viktoriaviertel deutlich von starken ökonomischen Interessen unterworfener Planung und Handschrift. Das Steffensviertel zeigt nach dem Zweiten Weltkrieg zwei rudimentäre „Spritzenplätze“ an der Friedrichstraße. Das Viktoriaviertel hat neben einem Spielplatz erst seit 2009 einen größeren öffentlichen Park, der mit dem Neubau des Justizzentrums Aachen geschaffen wurde.
Nach diesen drei Erweiterungen trat 1875 das Preußische Fluchtliniengesetz in Kraft, welches die Fluchtlinienplanung vom Königreich Preußen an die (hier zwei) beteiligten Gemeinden übertrug, in der ersten Phase der Projektion des Gebietes des Frankenberger Viertels, der 4. Stadterweiterung.
Im Zuge der Bebauung des Frankenberger Viertels wurden um 1880 die Thermalquellen der Unteren Burtscheider Quellengruppe gefasst bzw. versiegelt, die bis zu dieser Zeit am Ufer des Gillesbachs und Warmen Bachs als Tümpelquellen frei ausflossen.

## Bauwerke
Neben der historischen Bausubstanz der Oppenhoffallee im nördlichen Bereich des Frankenberger Viertels, sind die Burg Frankenberg, Herz-Jesu Kirche, der Musikbunker und ehemalige Industriebauwerke erwähnenswert und teils als Baudenkmäler ausgewiesen. So besitzt das Viertel, trotz seiner vergleichsweise geringen Fläche, in Summe eine hohe Dichte an Baudenkmälern. 

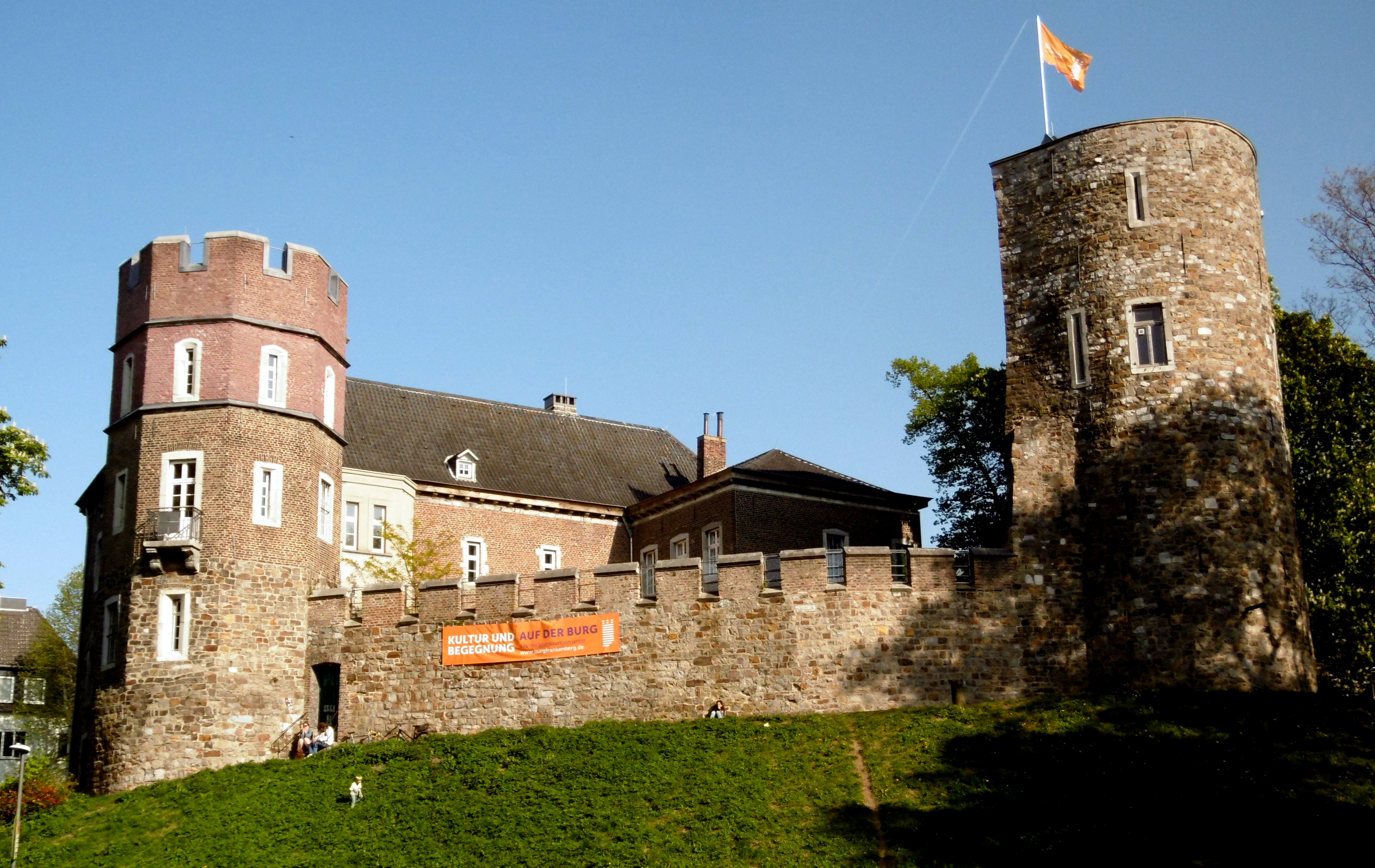
Burg Frankenberg
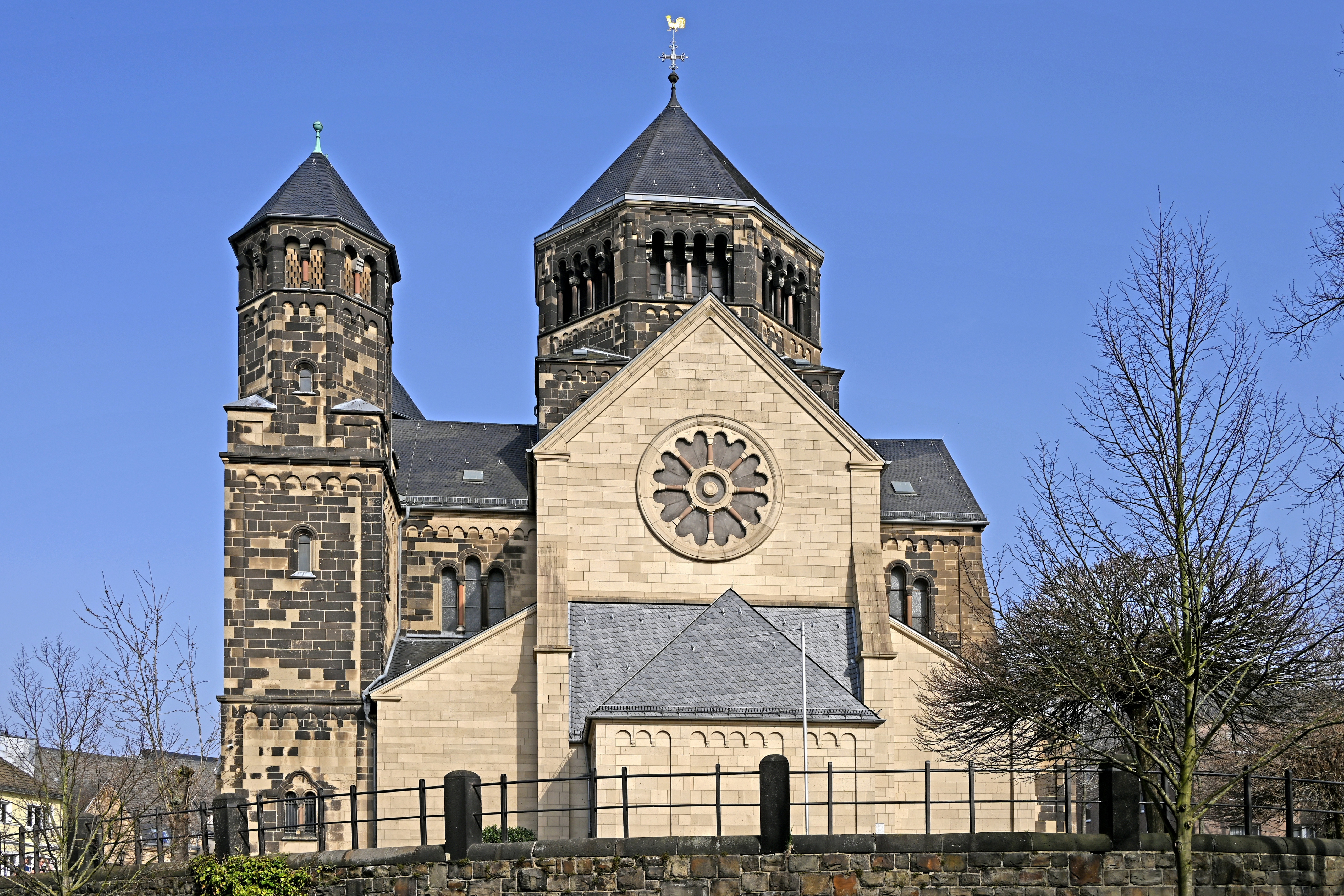
Nordfassade der Herz-Jesu-Kirche
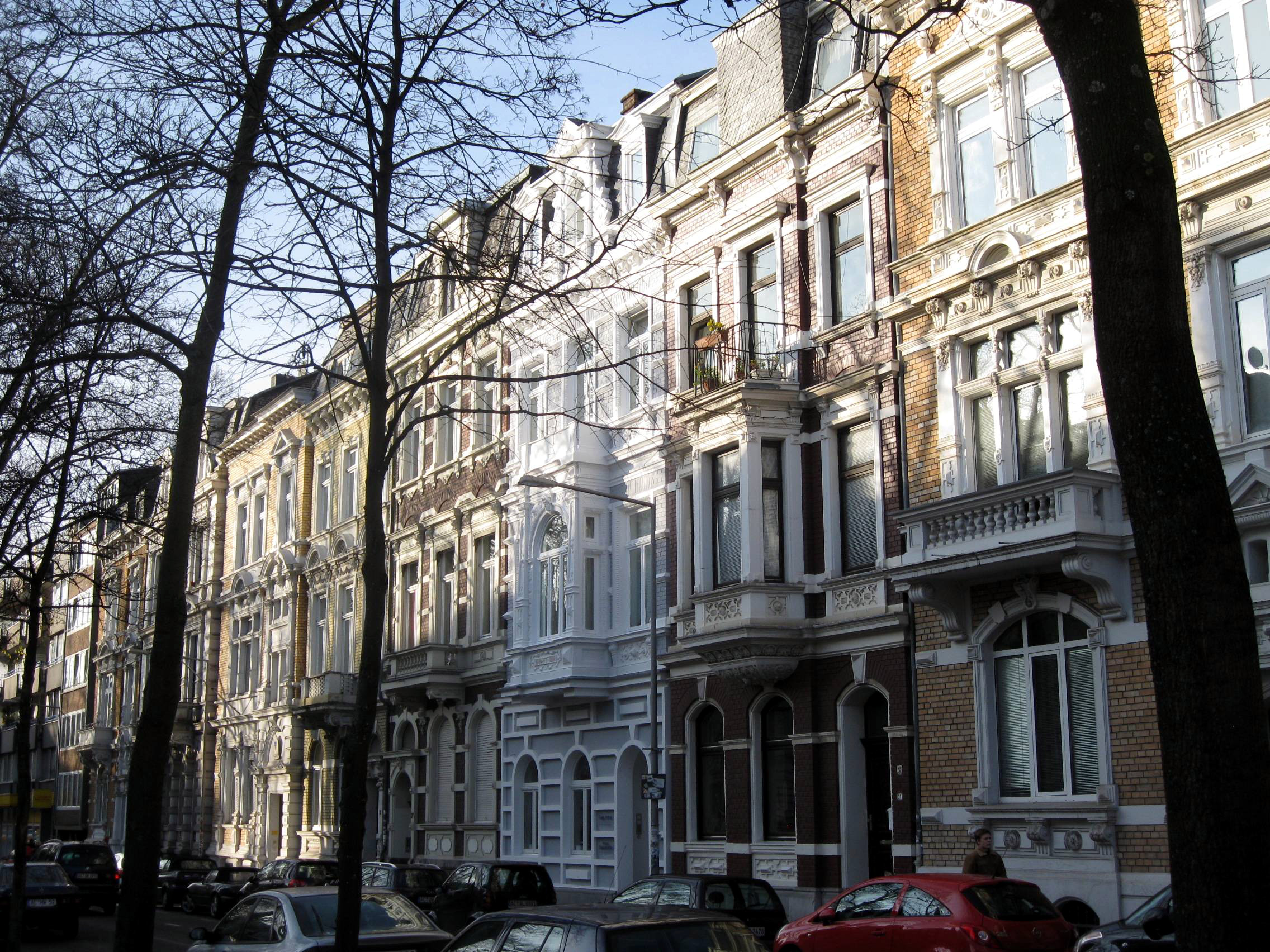
Gründerzeithäuser Oppenhoffallee 23 bis 33
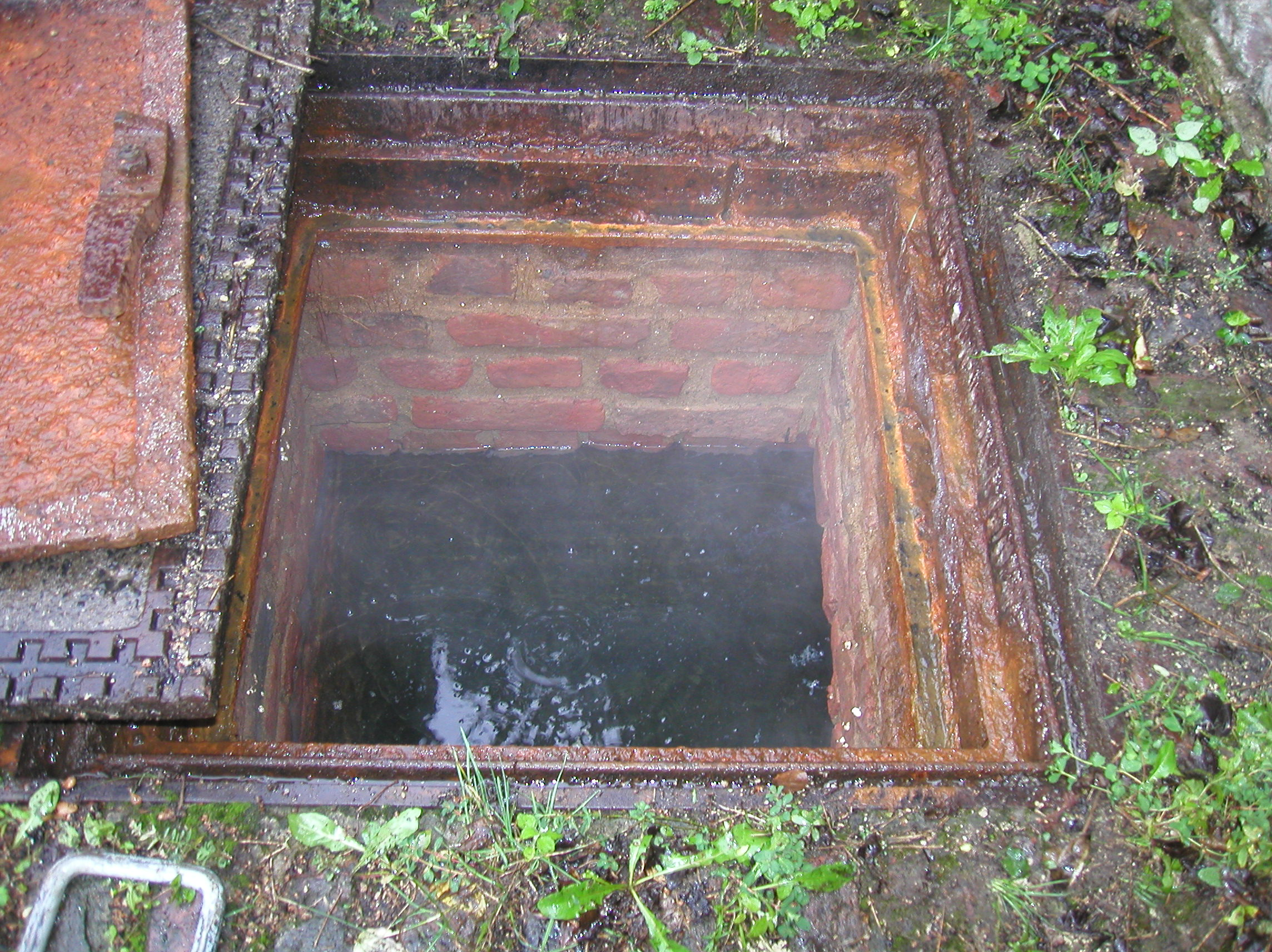
Quellfassung der Thermalquelle „Schlangenquellchen“ im Römerweg

## Verkehr
Die AVV-Buslinien 7, 27, 33 und 37 der ASEAG verbinden das Frankenberger Viertel mit Aachen-Mitte, Haaren, Richterich und Stolberg. Zusätzlich verkehrt in den Nächten vor Samstagen sowie Sonn- und Feiertagen die Nachtexpresslinie N5.
| Linie | Verlauf |
| ----- | --- |
| 7     | Verlautenheide – Eilendorf Bf – Bf Rothe Erde – Frankenberger Viertel – Theater – Elisenbrunnen – Aachen Bushof – Ponttor – Laurensberg – Richterich Schönau |
| 27    | Brand – Gewerbegebiet Eilendorf Süd – Forst – Bf Rothe Erde – Frankenberger Viertel – Normaluhr – Theater – Elisenbrunnen – Aachen Bushof – Ponttor – Laurensberg – Niersteiner Höfe – Vetschau – Bank |
| 33    | Fuchserde – Beverau – Frankenberger Viertel – Theater – Elisenbrunnen – Aachen Bushof – Ponttor – Westbahnhof – Hörn – Campus Melaten – Uniklinik – Kullen – Vaalserquartier (D) – Vaals (NL) |
| 37    | Brand – Gewerbegebiet Eilendorf Süd – Forst – Bf Rothe Erde – Frankenberger Viertel – Normaluhr – Theater – Elisenbrunnen – Aachen Bushof – Ponttor – Laurensberg – Orsbach – Lemiers |
| N5    | Nachtexpress: nur in den Nächten vor Samstagen sowie Sonn- und Feiertagen Aachen Bushof → Elisenbrunnen → Misereor → Aachen Hbf → Marienhospital → Burtscheid → Lichtenbusch → Oberforstbach → Schleckheim → Kornelimünster → Niederforstbach → Brand → Forst → Bf Rothe Erde → Frankenberger Viertel → Aachen Hbf → Misereor → Elisenbrunnen |